# 柳家小助
柳家 小助（やなぎや こすけ）は、落語家の名跡。
- 柳家小助 - 後∶六代目柳亭燕路
- 柳家小助 - 後∶六代目柳家つば女
- 柳家小助 - 現∶十一代目柳家小きん
- 柳家小すけ - 六代目柳家小さん門下、廃業。1989年6月11日生まれ、本名∶長屋 恭介。